# Musa Topbaş
Musa Topbaş (más néven Musa Topbaşzade),  (1916/1917 – 1999. július 16.) török muszlim vallási vezető, misztikus, egy naksibendi szúfi rend harmincnegyedik mestere.

## Élete
1916-ban  vagy 1917-ben született Konya tartomány Kadıhanı nevű községében. Apja, Ahmed Hamdi Efendi kereskedő és szúfi mester volt egy személyben. Már fiatalon Isztambul Erenköy nevű városrészébe költözik. Muszlim közösségét ezért Erenköyi Közösség néven is ismerik. Az 1950-es években ismeri meg spirituális mesterét, Mahmut Sami Ramazanoğlut. Ramazanoğlu ugyan nem jelölt ki követői közül utódot, de helyi képviselőinek többsége elismerte Musa Topbaş utódlási jogát.  1980-ban megalapította az Erkan kiadót, 1986-ban útjára indította az Antınoluk című lapot. 1999. július 16-án hunyt el Isztambulban. Sírja is ott található. Spirituális utódja saját fia, Osman Nuri Topbaş lett.

## Külső hivatkozások
- Magyar nyelvű blog Musa Topbaş életművéről
- Musa Topbaş emlékoldal: